# Megan Davies
Pour les articles homonymes, voir Davies.
Pas d'image ? Cliquez ici

a Compétitions nationales et continentales officielles uniquement.

b Matchs officiels uniquement.
Megan Davies, née le 19 janvier 2002 à Cardiff (pays de Galles), est une joueuse internationale galloise de rugby à XV, évoluant au poste de demi de mêlée.

## Biographie
Megan Davies naît le 19 janvier 2002 à Cardiff au pays de Galles.
Elle commence le rugby à XV à l'âge de huit ans au sein du Rumney RFC, puis aux Cardiff Quins RFC à partir de 12 ans où elle joue exclusivement avec des filles pour la première fois. Durant sa jeunesse, elle joue tout d'abord en troisième ligne, puis alterne ensuite en demi d'ouverture et demi de mêlée, se fixant à ce dernier poste pour la suite de sa carrière.
En club, elle évolue successivement avec le Gloucester-Hartpury, les Exeter Chiefs et les Bristol Bears.
En 2021, elle honore ses premières capes en équipe du pays de Galles.
À l'automne 2023, elle participe en Nouvelle-Zélande au WXV sous les couleurs du pays de Galles.